# Salto con gli sci ai II Giochi olimpici giovanili invernali
Le gare di salto con gli sci dei II Giochi olimpici giovanili invernali si sono svolte al Lysgårdsbakken di Lillehammer, in Norvegia, dal 16 al 18 febbraio 2016. In programma 3 eventi.

## Podi
| Evento               | Oro                                            | Punteggio | Argento                                        | Punteggio | Bronzo                                           | Punteggio |
| Individuale ragazzi  | Bor Pavlovčič                                  | 262,8     | Marius Lindvik                                 | 251,0     | Jonathan Siegel                                  | 236,0     |
| Individuale ragazze  | Ema Klinec                                     | 249,3     | Sof'ja Tichonova                               | 237,6     | Lara Malsiner                                    | 231,6     |
| Gara a squadre mista | Slovenia Ema Klinec Vid Vrhovnik Bor Pavlovčič | 709,5     | Germania Agnes Reisch Tim Kopp Jonathan Siegel | 675,5     | Austria Florian Dagn Clemens Leitner Julia Huber | 666,7     |